# NK Lomnica
Nogometni klub Lomnica hrvatski je nogometni klub iz mjesta Donja Lomnica, pokraj Velike Gorice. Trenutno se natječe u Premier ligi NS Zagrebačke županije.

## Pregled plasmana po sezonama
| Sezona    | Rang  | Liga                                             | Plasman |
| --------- | ----- | ------------------------------------------------ | ------- |
| 1979./80. | VII.  | Općinska nogometna liga Velika Gorica            | 12.     |
| 1980./81. | VII.  | Općinska nogometna liga Velika Gorica            | 5.      |
| 1980./81. | VII.  | Općinska nogometna liga Velika Gorica            | 5.      |
| 1981./82. | VIII. | Općinska nogometna liga Velika Gorica            | 11.     |
| 1982./83. |       |                                                  |         |
| 1983./84. | VIII. | Općinska nogometna liga Velika Gorica            | 11.     |
| 1984./85. | VIII. | Općinska nogometna liga Velika Gorica            | 8.      |
| 1985./86. | VII.  | Općinska nogometna liga Velika Gorica            | 5.      |
| 1986./87. | VII.  | Općinska nogometna liga Velika Gorica            |         |
| 1987./88. | VIII. | Općinska nogometna liga Velika Gorica            | 8.      |
| 1988./89. | VIII. | Općinska nogometna liga Velika Gorica            | 7.      |
| 1989./90. |       |                                                  |         |
| 1990./91. |       |                                                  |         |
| 1992.     |       |                                                  |         |
| 1992./93. | VII.  | 3. Zagrebačka nogometna liga – Jug               | 4.      |
| 1993./94. | VII.  | 3. Zagrebačka nogometna liga – Jug               | 13.     |
| 1994./95. | V.    | 1. Zagrebačka nogometna liga – Jug               | 7.      |
| 1995./96. | V.    | 1. Zagrebačka nogometna liga                     | 6.      |
| 1996./97. | V.    | 1. Zagrebačka nogometna liga                     |         |
| 1997./98. | V.    | 1. Zagrebačka nogometna liga                     |         |
| 1998./99. | IV.   | Jedinstvena Zagrebačka županijska nogometna liga | 14.     |
| 1999./00. | IV.   | Jedinstvena Zagrebačka županijska nogometna liga | 11.     |
| 2000./01. | IV.   | Jedinstvena Zagrebačka županijska nogometna liga | 11.     |
| 2001./02. | IV.   | Jedinstvena Zagrebačka županijska nogometna liga | 16.     |
| 2002./03. |       |                                                  |         |
| 2003./04. |       |                                                  |         |
| 2004./05. | V.    | 1. Zagrebačka nogometna liga – Jug               | 5.      |
| 2005./06. | V.    | 1. Zagrebačka nogometna liga – Istok             | 5.      |
| 2006./07. | V.    | Jedinstvena Zagrebačka županijska nogometna liga |         |
| 2007./08. | V.    | Jedinstvena Zagrebačka županijska nogometna liga |         |
| 2008./09. | VI.   | 1. Zagrebačka nogometna liga – Istok             | 10.     |
| 2009./10. |       |                                                  |         |
| 2010./11. | VI.   | 1. Zagrebačka nogometna liga – Istok             | 4.      |
| 2011./12. | VI.   | 1. Zagrebačka nogometna liga – Istok             | 7.      |
| 2012./13. | V.    | 1. Zagrebačka nogometna liga – Istok             | 12.     |
| 2013./14. | V.    | 1. Zagrebačka nogometna liga – Istok             | 16.     |
| 2014./15. | VI.   | 1. Zagrebačka nogometna liga – Istok             | 2.      |
| 2015./16. | VI.   | 1. Zagrebačka nogometna liga – Istok             | 1.      |
| 2016./17. | V.    | Jedinstvena Zagrebačka županijska nogometna liga | 12.     |
| 2017./18. | V.    | Jedinstvena Zagrebačka županijska nogometna liga | 13.     |

## Vanjske poveznice
- Profil, HNS Semafor